# Conservatorio Nacional de Música (Líbano)
El Conservatorio Nacional de Música del Líbano fue fundada en 1930 por Wadih Sabra, compositor del himno nacional del Líbano. El objetivo de Sabra era establecer un instituto de enseñanza superior para la música. El Conservatorio, que está encabezado por el compositor y director de orquesta, el Dr. Walid Gholmieh cuenta con más de 4.800 alumnos atendidos por 250 profesores. El Conservatorio tiene su sede en Beirut con subsedes en Trípoli, Jounieh, Dhour El Choueir, Zahlé , Aley y Sidón. Desde 1999, el Conservatorio maneja dos orquestas, la Orquesta Sinfónica Nacional del Líbano y la Orquesta Nacional de música árabe oriental.